# Jacob Fibiger

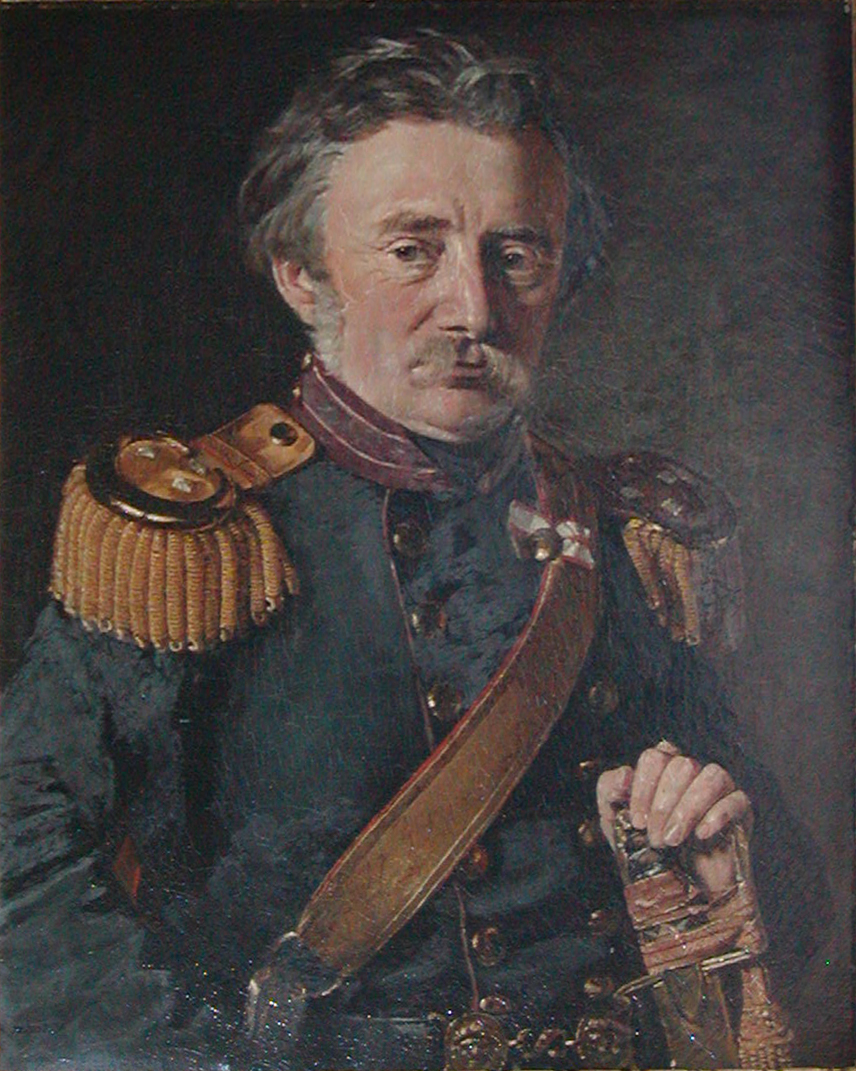
J. S. Fibiger

Jacob Scavenius Fibiger (* 23. Januar 1793 in Snoghøj; † 11. Oktober 1861 in Kopenhagen) war ein dänischer Generalmajor und Kriegsminister im Kabinett Moltke III.

## Leben
Fibinger wurde 1793 als Sohn des Transportverwalters Gotfried Fibiger (1742–1795) und Christiane Fibiger, geborene Liam in Snoghøj geboren und wuchs dort auch auf. Sein älterer Bruder war der Offizier Adolph Fibiger. Am 19. April 1821 heiratete Jacob Fibiger Sophie Amalie Nielsen (* 9. Juli 1796; † 22. Januar 1868), Tochter des Kapellans Ludvig Carl Nielsen (1762–1805) und dessen Nicoline Maria Nielsen, geb. Smith (1776–1845).
1806–1811 war er Artilleriekadett. 1811 wurde er Sekondeleutnant. 1815 bestand er das Examen für Ingenieuroffiziere. 1842 wurde er Major, 1844 Oberstleutnant. 1848 bis 1850 hatte er als Oberst das Kommando über die Feldartillerie inne. 1848 bis 1849 war er vom König bestimmtes Mitglied der Verfassungsgebenden Reichsversammlung. 1851 war er vom 13. Juli 1851 bis zum 18. Oktober 1851 Kriegsminister und wurde im selben Jahre Generalmajor. 1856 wurde er Chef der Artilleriebrigade.

## Auszeichnungen
- 1828: Ritterkreuz des Dannebrogordens
- 1840: Dannebrogsmændenes hæderstegn
- 1849: Komtur des Dannebrogordens
- 1859: Großkreuz des Dannebrogordens